# جيوفري بورجيا
جيوفري بورجيا (بالإيطالية: Gioffre Borgia)‏ وهو أصغر أبناء البابا إسكندر السادس وفانوتزا دي كتاني وهو شقيق الأصغر لتشيزري بورجا ولوكريسيا بورجيا ولد في حوالي سنة 1482 في روما في الدولة البابوية وتوفي في سنة 1517 في سكيلاتشي وقد تزوج من الأميرة سانشا من أراغون وألتي هي ابنة ألفونسو الثاني ملك نابولي وقد كان أمير سكيلاتشي.